# Nationalpark Victoriafälle
Der Nationalpark Victoriafälle (englisch: Victoria Falls National Park) ist ein Nationalpark im Westen von Simbabwe, direkt am Sambesi-Fluss, der die Grenze zu Sambia darstellt. 
Der ganzjährig für den Tourismus geöffnete Nationalpark ist 23 km² groß. In diesem kleinen Park gibt es einen Pfad, der am Canyon des Sambesi entlangführt. Auf der simbabwischen Seite findet man sich den Victoriafällen gegenüber, die besonders in der Regenzeit durch ihre Breite und die Wassermassen beeindrucken. An verschiedenen Aussichtspunkten eröffnen sich dem Besucher Ausblicke auf die Fälle und die so entstehenden Regenbögen. Durch das permanente Spritzwasser hat sich direkt gegenüber der Fälle eine dem Regenwald entsprechende Pflanzenwelt herausgebildet, durch die der Wanderpfad führt. Direkt am Park ist der Grenzübergang nach Sambia. Hier befindet sich eine der spektakulärsten Bungee-Jump-Stationen Afrikas, direkt in den Canyon und der Start für viele Rafting-Angebote im Sambesi. In der Trockenzeit ist es möglich, im Victoria-Nationalpark auf der sambischen Seite direkt in den Fällen in einem kleinen Pool zu baden, wenn man einen ortskundigen Führer findet.
Der Ort Victoria Falls ist ein kleiner, für simbabwische Verhältnisse sehr moderner Ort, der als einziger in Simbabwe komplett auf den Tourismus ausgerichtet ist. Grund hierfür sind die vielen Reisegruppen, die in dieser Grenzregion zwischen Sambia, Simbabwe und Botswana Halt machen.